# Biełaruskaja fiederacyja futboła
Biełaruskaja fiederacyja futboła (biał. Беларуская федэрацыя футбола, ros. Белорусская федерация футбола, Biełorusskaja fiedieracyja futboła) – ogólnokrajowy związek sportowy działający na terenie Białorusi, będący jedynym prawnym reprezentantem białoruskiej piłki nożnej, zarówno mężczyzn, jak i kobiet, we wszystkich kategoriach wiekowych w kraju i za granicą. Siedziba związku mieści się w stolicy kraju Mińsku. Związek powstał w 1989, a od 1992 jest członkiem FIFA. Członkiem UEFA stał się w 1993.
Prezesem jest Uładzimir Bazanau.
Związek jest organizatorem rozgrywek w Białoruskiej Najwyższej Lidze, Białoruskiej Pierwszej Lidze, Białoruskiej Drugiej Lidze, a także reprezentacji Białorusi.